# 제시카 루커스
제시카 루커스(영어: Jessica Lucas, 1985년 9월 24일 ~ )는 캐나다의 배우이다.

## 출연 작품

### 영화
- 커버넌트 (2006)
- 클로버필드 (2008)
- 이블 데드 (2013)
- 폼페이 최후의 날 (2014) - 애리애드니(아리아드네) 역
- 댓 어쿼드 모먼트: 그 어색한 순간 (2014) - 비라 워커 역

### 텔레비전
- 멜로즈 플레이스 (2009-10)
- 컬트 (2013)
- 그레이스 포인트 (2014, Gracepoint)
- 고담 (2015-19)